# Gottfried Schmutz
Pour les articles homonymes, voir Schmutz.
Gottfried "Gody" Schmutz, né le 26 octobre 1954 à Hagenbuch, est un coureur cycliste suisse. 

## Palmarès
- 1978
  -  Champion de Suisse sur route
  - 3e du Tour du Stausee
  - 3e du Tour du Nord-Ouest de la Suisse
  - 3e du Tour de Grande-Bretagne
  - 5e du Tour de Suisse
  - 6e du Tour de Romandie
- 1979
  - Tour du Nord-Ouest de la Suisse
  - 2e d'À travers Lausanne
  - 9e du Tour d'Italie
- 1980
  -  Champion de Suisse sur route
  - À travers Lausanne :
    - Classement général
    - 1re et 2e étapes

  - 8e du Tour des Flandres
  - 8e du Rund um den Henninger Turm
  - 8e du Tour de Suisse
- 1981
  - 1re étape du Tour de Suisse
  - 4e du Tour de Suisse
  - 10e du Tour de Romandie
- 1982
  - Vuelta al Camp de Morvedre
  - 2e de Coire-Arosa
- 1983
  - 3e du championnat de Suisse sur route
- 1985
  -  Champion de Suisse sur route
  - Grand Prix de Lugano
- 1986
  - 3e étape de Tirreno-Adriatico
  - 2e de Coire-Arosa
  - 8e du Tour de Suisse
- 1987
  - 10e du Tour de Suisse

## Résultats sur les grands tours

### Tour d'Italie
8 participations
- 1979 : 9e
- 1980 : 13e
- 1981 : 26e
- 1982 : 14e
- 1984 : 54e
- 1985 : 49e
- 1986 : 57e
- 1987 : 93e